# Lagenorhynchus albirostris
Il lagenorinco rostrobianco (Lagenorhynchus albirostris (J. E. Gray, 1846)) è un mammifero marino appartenente alla famiglia dei Delfinidi (Delphinidae). È l'unica specie del genere monotipico Lagenorhynchus J. E. Gray, 1846.

## Descrizione

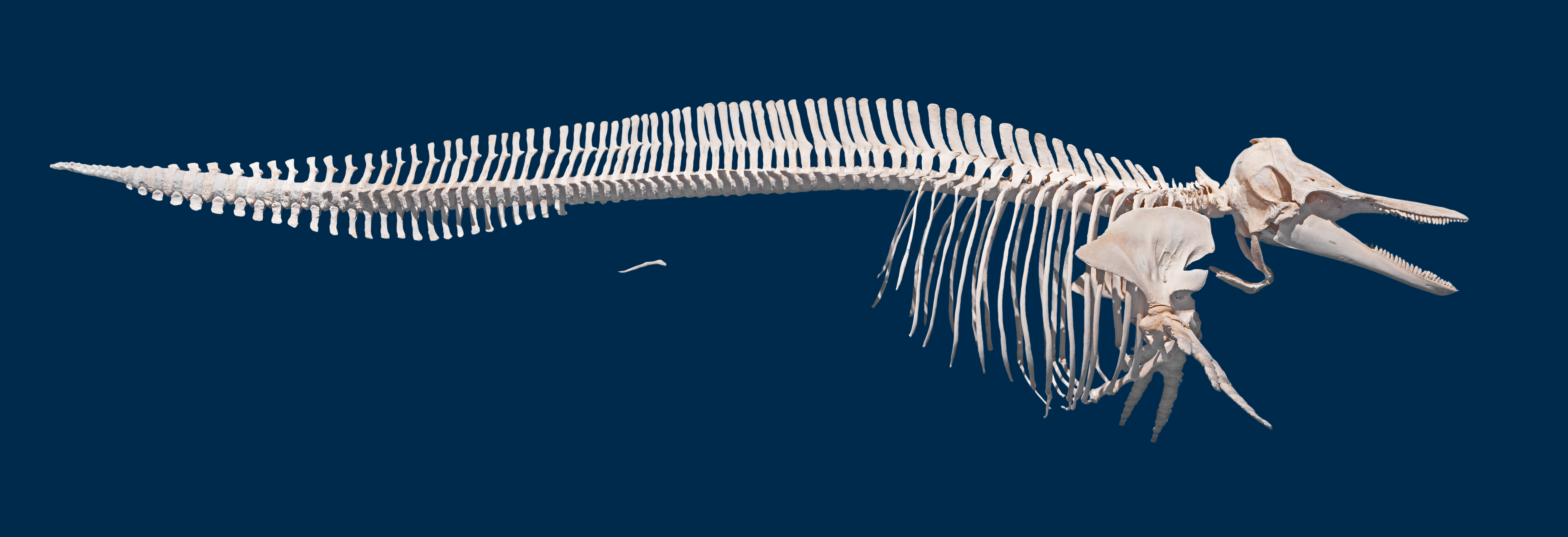
Lo scheletro.

Il lagenorinco rostrobianco è un delfinide dalla struttura robusta e dal rostro corto. Gli adulti misurano 2,3-3,1 m di lunghezza e pesano 180-354 kg. Alla nascita, i neonati sono lunghi 1,1-1,2 m e probabilmente pesano circa 40 kg. La parte superiore del corpo e i fianchi sono di colore grigio scuro con zone grigio chiaro, compresa una sorta di «sella» dietro alla pinna dorsale, mentre la parte inferiore va dal grigio chiaro fin quasi al bianco. Le pinne pettorali, la pinna caudale e la pinna dorsale, alta e falcata, sono tutte di un grigio più scuro di quello del corpo. Come indica il nome, il rostro è generalmente di colore bianco, ma può anche essere più scuro, color grigio cenere, in alcuni esemplari anziani.
I lagenorinchi rostrobianco hanno da 25 a 28 denti in ciascuna mascella, ma i tre denti più vicini alla parte anteriore della bocca spesso non sono visibili, in quanto non escono dalla gengiva. Hanno fino a 92 vertebre, più di qualsiasi altra specie di delfinide. Sebbene i piccoli nascano con due-quattro vibrisse su ciascun lato del labbro superiore, queste scompaiono con la crescita e, come gli altri odontoceti, gli adulti sono completamente glabri. L'omero della pinna pettorale destra è più lungo e robusto di quello sinistro, stando a indicare un certo grado di comportamento lateralizzato.

## Distribuzione e habitat

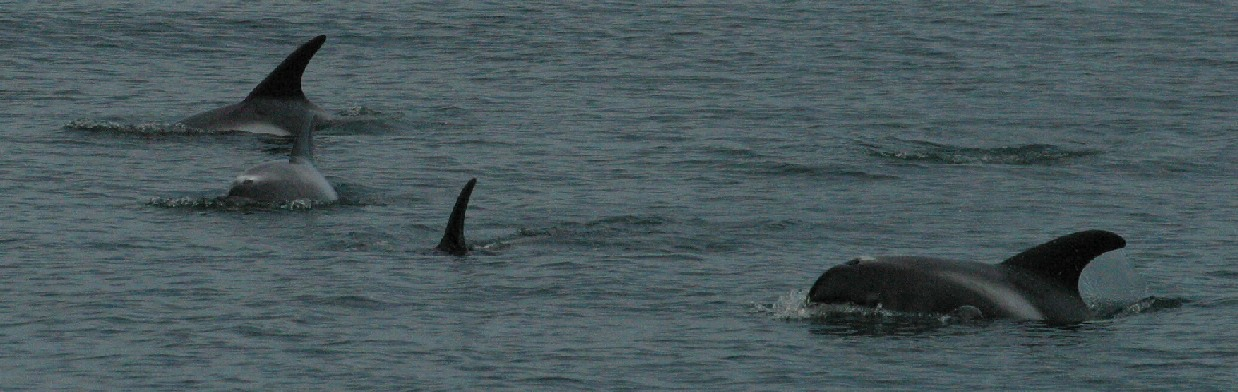
Esemplari al largo dell'Islanda.

Il lagenorinco rostrobianco è endemico delle acque temperato-fredde e subartiche dell'Atlantico settentrionale e si incontra soprattutto in zone con profondità inferiore ai 1000 m. È diffuso in una fascia di territorio che si estende da un lato all'altro dell'oceano, da Capo Cod, dalla foce del San Lorenzo e dalla Groenlandia meridionale a ovest, attraverso l'Islanda al centro, fino alla zona che va dalla Francia settentrionale alle Svalbard a est; tuttavia, non è particolarmente adattato alle condizioni artiche propriamente dette. È proprio a causa di questo motivo che nelle zone più settentrionali è più vulnerabile ai predatori, in particolare agli orsi polari. All'interno di questo vasto areale, è possibile trovare più comunemente i lagenorinchi in quattro località: sulla piattaforma continentale del Labrador vicino alla Groenlandia sud-occidentale, intorno all'Islanda, al largo delle coste settentrionali e orientali della Gran Bretagna e al largo della costa della Norvegia. Nelle isole Fær Øer, tra l'Islanda e il Regno Unito, il lagenorinco rostrobianco rischia di essere catturato durante le battute di caccia ai globicefali; inoltre, può anche finire accidentalmente intrappolato nelle reti a circuizione e nelle reti a strascico. Non ci sono sottospecie riconosciute.
La specie può essere facilmente confusa con il lagenorinco acuto, nonostante occupi comunemente un areale più settentrionale. Inoltre, è anche generalmente più grande e non ha striature gialle sul fianco.

## Biologia

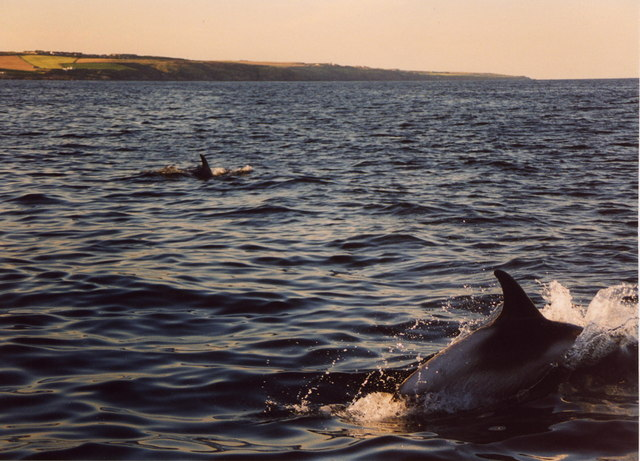
Esemplari al largo della Scozia.

I dati riguardanti le abitudini riproduttive e l'aspettativa di vita, nonché l'entità della popolazione, sono del tutto sconosciuti, sebbene la maggior parte delle fonti stimi quest'ultima a diverse centinaia di migliaia di individui, con una densità maggiore nell'Atlantico orientale rispetto a quello occidentale.
I lagenorinchi rostrobianco si nutrono prevalentemente di pesci della famiglia dei gadidi, come merluzzi, eglefini e merlani. Sono animali sociali, che vivono comunemente in gruppi inferiori alle dieci unità, ma talvolta in associazioni molto più grandi di oltre un centinaio di individui. I click del loro sonar hanno una frequenza di picco di 115 kHz, mentre i fischi sociali sono dell'ordine dei 35 kHz e possono essere udibili da altri membri della stessa specie a distanze che possono raggiungere i 10 km.
I lagenorinchi rostrobianco sono animali acrobatici: spesso cavalcano l'onda di prua delle imbarcazioni veloci e saltano fuori dalla superficie del mare. Sebbene siano generalmente molto più lenti, possono nuotare fino a 30 km/h e sono in grado di immergersi ad almeno 45 m di profondità. Collaborano tra loro per cacciare e vengono spesso osservati mentre si alimentano in compagnia di orche, balenottere comuni e megattere, nonché di altre specie di delfini.
Gli accoppiamenti hanno luogo probabilmente in estate e i piccoli nascono l'anno successivo, tra giugno e settembre. Le femmine raggiungono la taglia adulta intorno ai cinque anni e la maturità sessuale tra i sei e i dieci anni, mentre i maschi raggiungono la taglia adulta intorno ai dieci anni e la maturità sessuale circa due anni dopo rispetto alle femmine.

## Tassonomia
La specie venne descritta per la prima volta dal tassonomista britannico John Edward Gray nel 1846. A causa della sua relativa abbondanza in acque europee, fu tra le prime specie del genere Lagenorhynchus (dal greco lagenos, «bottiglia» o «fiasco», e rhynchos, «becco» o «muso») a essere nota alla scienza. Il suo appellativo specifico, albirostris, letteralmente «becco bianco», si riferisce alla colorazione del rostro, una caratteristica diagnostica (seppur variabile) utilizzata per la corretta identificazione della specie.

## Conservazione
Le popolazioni del mare del Nord e del mar Baltico figurano nell'Appendice II della Convenzione sulla conservazione delle specie migratrici degli animali selvatici (CMS), in quanto richiederebbero o trarrebbero un significativo beneficio da accordi internazionali specifici.
Inoltre, il lagenorinco rostrobianco rientra nell'Accordo sulla conservazione dei piccoli cetacei del Mar Baltico, dell'Atlantico nord-orientale, del Mare d'Irlanda e del Mare del Nord (ASCOBANS).